# Audi RS6
L'Audi RS6 és la versió més potent i esportiva de l'Audi A6. Es tracta d'una berlina o familiar de luxe de dimensions considerables, equipada amb motors d'altes prestacions i amb considerables millores dinàmiques, a més de portar de sèrie la tracció integral Quattro. Actualment es troba en la segona generació d'aquest model, presentat al Saló de l'Automòbil de Frankfurt l'any 2007, però la seva primera generació va ser presentada l'any 2001 i rebutjada posteriorment.
L'Audi RS6 té com a predecessor l'anomenat RS2, que va aparèixer l'any 1994 i que va ser el principi de la important trajectòria de les sigles "RS", desenvolupat amb l'ajuda de Porsche, que en va dissenyar els trens de rodament i el sistema de frenada, a més d'incorporar els retrovisors del cotxe del qual havia heretat aquests elements, el Porsche 964.

## Primera generació Audi RS6 C5 (2002 - 2007)
La primera generació de l'RS6, va ser llençada amb el tipus Avant, és a dir, familiar. L'Audi RS6 incorporava la tracció total Quattro amb un diferencial central Torsen, molt similar a la de l'Audi A8 W12 6.0. La caixa de canvis es tractava d'una automàtica de 5 velocitats, de tipus Tiptronic, amb un convertidor de parell. Incorporava també dos elements importants, un de sustentació del vehicle en pendents ascendents i un altre que treia una mica de parell al moment de canviar de marxa. A la vegada, la presentació d'aquest model va servir per a presentació del sistema de suspensió electro-hidràulica anomenada "DRC" (Dynamic Ride Control), que usava una bomba d'alta pressió per a mantenir el cotxe el més pla possible intentant evitar possibles balancejos de la carrosseria.
En termes de frenada, l'RS6 incorporava frens perforats i ventilats, amb pinces Brembo de 8 pistons per pinça. A més, també tenia les típiques ajudes electròniques de frenada i estabilitat del sistema antibloqueig de rodes amb EBD i ESP. Per acoblar aquests disc de fre d'enormes dimensions l'RS6 tenia dues opcions quant a llantes es refereix: 18 o 19 polzades, amb unes gomes de 255/40 o 255/35 respectivament.

## Segona generació Audi RS6 C6 (2007- present)
La segona generació de l'Audi RS6 va ser llençada al Saló de Frankfurt el setembre de 2007, amb unes característiques clarament superiors a les dels seus principals rivals, el BMW M5 i el Mercedes - Benz E 55 AMG, amb 507 i 517 cv respectivament.
La transmissió porta la tracció Quattro amb un diferencial Torsen central, però el repartiment de força és diferent, 40:60, a més d'incorporar una caixa automàtica de 6 velocitats controlable seqüencialment des de les lleves enganxades just darrere el volant.